# Cornershop (aplicación)
Cornershop fue una empresa emergente, aplicación y servicio móvil originario de Chile, que funcionaba como plataforma de intermediación para la compra de víveres en línea por medio de dispositivos móviles, que luego son entregados en el sitio que se fijase por el usuario. Desde 2020 era propiedad de Uber y operaba en Chile, Colombia, México, Perú, Canadá, Brasil, Estados Unidos y Costa Rica.
La aplicación permitía realizar una lista de compras en supermercados y tiendas, para ello muestra un catálogo con los productos posibles de adquirir en éstas, para que luego un personal shopper se encargue de realizar la compra y llevarla al domicilio indicado. Cornershop realiza dos cobros, el primero, que suele ser del 85%, y luego de realizar la compra se cobra la diferencia, mientras que el cargo del servicio está incluido en el precio de los productos oscilando entre un 0% a 18%.
El 28 de noviembre de 2023, Uber cerró Cornershop y toda su funcionalidad fue traspasada a Uber Eats.

## Historia
Fue fundada por Daniel Undurraga, Juan Pablo Cuevas y el sueco Oskar Hjertonsson en el año 2015, con operaciones en México y Chile.
En sus etapas iniciales fueron incubados por Santiago Innova, incubadora de negocios de Santiago de Chile con más de 23 años de experiencia.
En 2018 la multinacional estadounidense Walmart intentó adquirir Cornershop por la suma de US $225 millones; sin embargo, la compra no fue autorizada por los agentes reguladores, ya que lo consideraron como monopolio. La empresa Uber la compró en las primeras semanas de 2020 en una operación que se ha cifrado, en 1400 millones de dólares por el 47% restante de acciones que aún no tenía.

## Países en que operaba

### Chile
La empresa tiene cerca de 3000 compradores en Santiago, lo que para muchos expertos son luces verdes de una nueva economía, la cual dispone de una flexibilidad laboral, pero que se ha encontrado con trabas en la legislación laboral del país, la cual el Ministerio del Trabajo se propuso modificar.
Ante el éxito de Cornershop, se volvió a instalar el debate sobre la escasez de fondo de capital de riesgo destinados a financiar el emprendimiento, debido a que los fundadores de Cornershop encontraron fondos en México antes que en su país de origen.

### México
La venta de Cornershop a Walmart impulsó a que empresas como La Comer, quienes utilizaban esta aplicación (además de Rappi) para ofrecer sus servicios de entregas a domicilios, comenzara a mejorar su comunicación digital con los clientes, para adentrarse en la competencia del comercio electrónico.

#### Nueva Economía
El éxito de la aplicación móvil de retail, elevó las expectativas de emprendimiento en Chile, ya sea con fondos locales o extranjeros y logró incentivar a algunos accionistas a financiar nuevas innovaciones. Un ejemplo de ello, es que tiempo después del caso Cornershop, Andronico Luksic en conjunto a MBA UC y Socialab, ofrecieron 8.000 cupos para financiamiento de emprendedores en sus etapas tempranas, de los cuales 60 accederían al financiamiento.
La venta de Cornershop mostró un cambio en el orden de los negocios, dejando atrás una metodología conservadora de trabajo si es que se quiere desarrollar una startup, para ello se debe considerar el riesgo de la inversión,ya que una generación de capital implica también la posible perdida de las ganancias, la importancia del trabajo en equipo y transgredir temas complejos que puedan surgir producto de legislaciones que puedan considerarse poco modernas, lo que impulsa a generar en la sociedad una cultura de riesgo o innovación. La economía digital y colaborativa avanzan rápido, y Chile es unos de los protagonistas en la región, ya que según datos de Hudson Bankers sobre recopilación de fusiones y adquisiciones realizadas, mostraron que una parte no menor fue protagonizada por la nueva economía.

#### Conflicto con Transbank
Los fundadores de Cornershop se han referido a la dificultad de emprender en Chile, señalando a la empresa de sistema de pagos Transbank como el mayor problema, dado que la tasa de intercambio que fijan marcas como Visa y MasterCard le rigen a Transbank, por lo que es acusada de monopolizar el negocio de los sistemas de pagos en Chile, dificultando que nuevos emprendimientos puedan definir sus sistemas de pagos.

#### Controversias laborales
El personal que trabaja en Cornershop ha mencionado que existe una incertidumbre en cuanto a su seguridad laboral en caso de que sufran algún accidente, ya que al no poseer un contrato por parte de la empresa no tienen seguros de accidentes.
El gerente de Cornershop Juan Pablo Cuevas, explicó que sólo pueden aplicar un seguro de responsabilidad civil por los accidentes, debido a que un no existe una regulación clara en cuanto a este tipo de aplicaciones, dentro de las cuales se puede encontrar a Uber y Cabify.